# AfriStar
O AfriStar, também conhecido por AfriStar 1, é um satélite de comunicação geoestacionário construído pela Alcatel Space e Astrium que está localizado na posição orbital de 21 graus de longitude leste e é operado pela 1worldspace. O satélite foi baseado na plataforma Eurostar-2000+ e sua expectativa de vida útil era de 12 anos.

## História
O AfriStar faz parte de uma série de satélites de telecomunicações operados pela 1orldspace Corporation, organização sediada nos Estados Unidos com entrega de serviços de comunicações de áudio e multimídia digitais via satélite direto para mercados emergentes e carentes do mundo, incluindo a África, Oriente Médio, Ásia, América Latina e Caribe. O sistema operacional, que transmitia áudio, texto e imagens para um público de mais de 4,6 bilhão de pessoas em todo o mundo usando uma nova geração de receptores portáteis de baixo custo, a frota da empresa conta com dois satélites, o AfriStar, lançado em 1998, e AsiaStar, lançado em 2000. A construção de um terceiro satélite - chamado inicialmente de CaribStar, depois AmeriStar e agora AfriStar 2 - já foi concluído, mas o lançamento é agora improvável. O quarta, o WorldStar 4, foi originalmente planejado como back-up, e chegou ser parcialmente concluído, mas posteriormente foi cancelado. Algumas das peças construídas foram reutilizadas (principalmente o sistema de propulsão) para outros projetos, outras foram descartadas.

## Lançamento
O satélite foi lançado com sucesso ao espaço no dia 28 de outubro de 1998, às 22:16 UTC, por meio de um veículo Ariane-44L H10-3 a partir do Centro Espacial de Kourou, na Guiana Francesa, juntamente com o satélite GE-5. Ele tinha uma massa de lançamento de 2 750 quilogramas.

## Capacidade e cobertura
O AfriStar é equipado com três transponders em banda L para fornecer comunicação de áudio e multimídia digital para a África, Oriente Médio, Ásia, América Latina e Caribe.